# Загваздин, Пётр Николаевич
Пётр Николаевич Загваздин — советский хозяйственный, государственный и политический деятель.

## Биография
Родился в 1915 году в деревне Серебрянка. Член КПСС.
С 1934 года — на хозяйственной, общественной и политической работе. В 1934—1985 гг. — мастер, начальник цеха, заместитель директора, директор Пуйковского рыбозавода, заместитель директора, главный инженер Новопортовского рыбозавода, заместитель директора, директор Березовского рыбозавода, заместитель управляющего Ханты-Мансийским госрыбпромтрестом, заместитель управляющего Обь-Иртышским госрыбтрестом, заместитель начальника, начальник объединения «Обьрыба», начальник управления рыбной промышленности Тюменского совнархоза, начальник Сибирского производственно-территориального управления рыбной промышленности, начальник Республиканского рыбопромышленного объединения районов Сибири Министерства рыбного хозяйства РСФСР, ведущий инженер-консультант Сибирского научно-исследовательского и проектного института рыбного хозяйства.
Делегат XXV съезда КПСС.
Умер в Тюмени в 1991 году.